# Interestatal 81
La carretera Interestatal 81 (abreviada I-81 ) es una autopista interestatal en la parte oriental de los Estados Unidos. Su término sur esta en la Interestatal 40 en Dandridge, Tennessee y su extremo norte se encuentra en Wellesley Island (cerca de Fishers Landing, Nueva York) en la frontera con Canadá.

## Largo de la ruta
| Km.  | Estado        |  |  |
|      |               |  |  |
| 121  | Tennessee     |  |  |
| 520  | Virginia      |  |  |
| 37   | West Virginia |  |  |
| 18   | Maryland      |  |  |
| 377  | Pensilvania   |  |  |
| 294  | Nueva York    |  |  |
| 1376 | Total         |  |  |

## Principales intersecciones
- Interestatal 40 cerca de Dandridge, Tennessee , noreste de Knoxville , Tennessee.
- Interestatal 26 en Tri-Cities.
- Interestatal 77 en Wytheville, Virginia.
- Interestatal 64 en Lexington, Virginia. van juntas hasta Staunton, Virginia.
- Interestatal 66 en Middletown,Virginia
- Interestatal 70 en Hagerstown, Maryland.
- Interestatal 76/Pensilvania Turnpike cerca de Carlisle, Pensilvania.
- Interestatal 83 en Harrisburg, Pensilvania
- Interestatal 78 cerca de Jonestown, Pensilvania.
- Interestatal 80 cerca de Hazleton, Pensilvania.
- Interestatal 476/Pensilvania Turnpike en Dupont, Pensilvania.
- Interestatal 84 y Interestatal 380 en Dunmore Pensilvania.
- Interestatal 476/Pensilvania Turnpike en Clarks Summit, Pensilvania
- Interestatal 86 / NY 17 en Binghamton, Nueva York.
- Interestatal 88 en Binghamton, Nueva York..
- Interestatal 90/New York State Thruway en North Syracus, Nueva York